# Electric City Trolley Museum

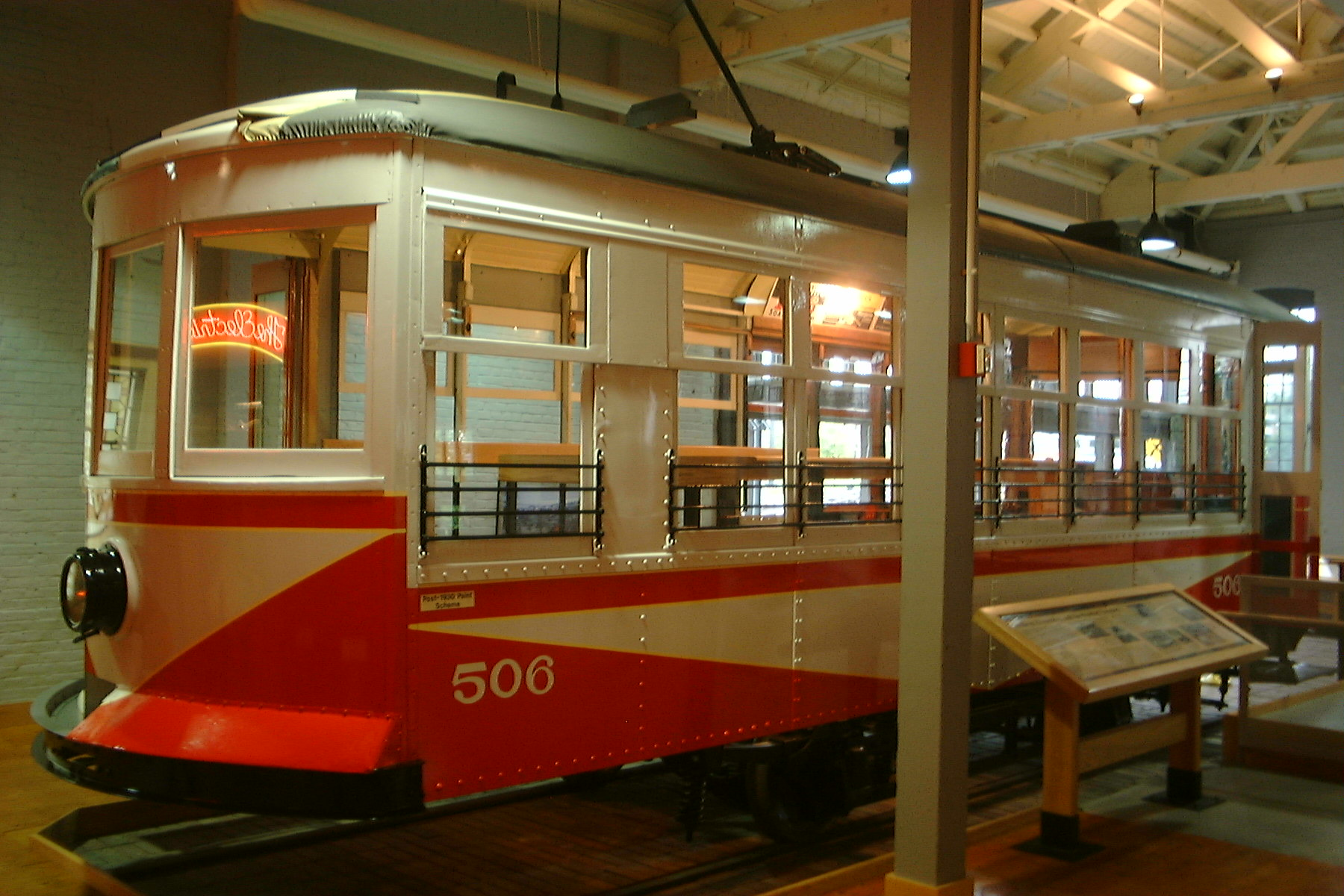
Reading Transit & Light Co. spårvagn nr 506, en Birney-spårvagn tillverkad 1920 av Osgood-Bradley Car Company

Electric City Trolley Museum är ett amerikansk spårvägsmuseum och en museispårväg i  Scranton i Pennsylvania. Den ligger granne med järnvägsmuseet Steamtown National Historic Site. Museet drivs av Electric City Trolley Museum Association och trafikerar en sträcka av tidigare Lackawanna and Wyoming Valley Railroad. 
Museet har restaurerade spår- och motorvagnar, varav en del körs på museispårväg. Denna förlängdes 2006 med en sträcka på 600 meter, vilken förbinder den tidigare sträckan från Steamtown National Historic Site till en ny station och en ny byggnad för spårvagnsunderhåll vid stadion i Moosic. Denna sträcka, där också en lång tunnel ingår, ska efterlikna en typisk pendeltågssträcka från 1920-talet. Spåret och spårvagnshallen med plats för nio spårvagnar finansierades av Lackawanna County och delstaten Pennsylvania. 
År 2017 tillkom en modellspårväg med ett landskap som avbildar Scranton.

## Bildgalleri

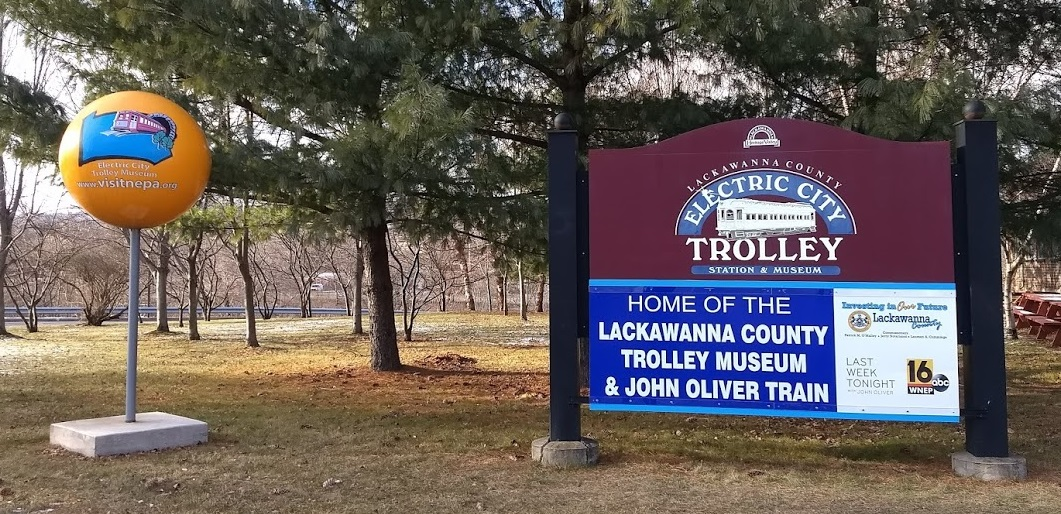
Museets entré
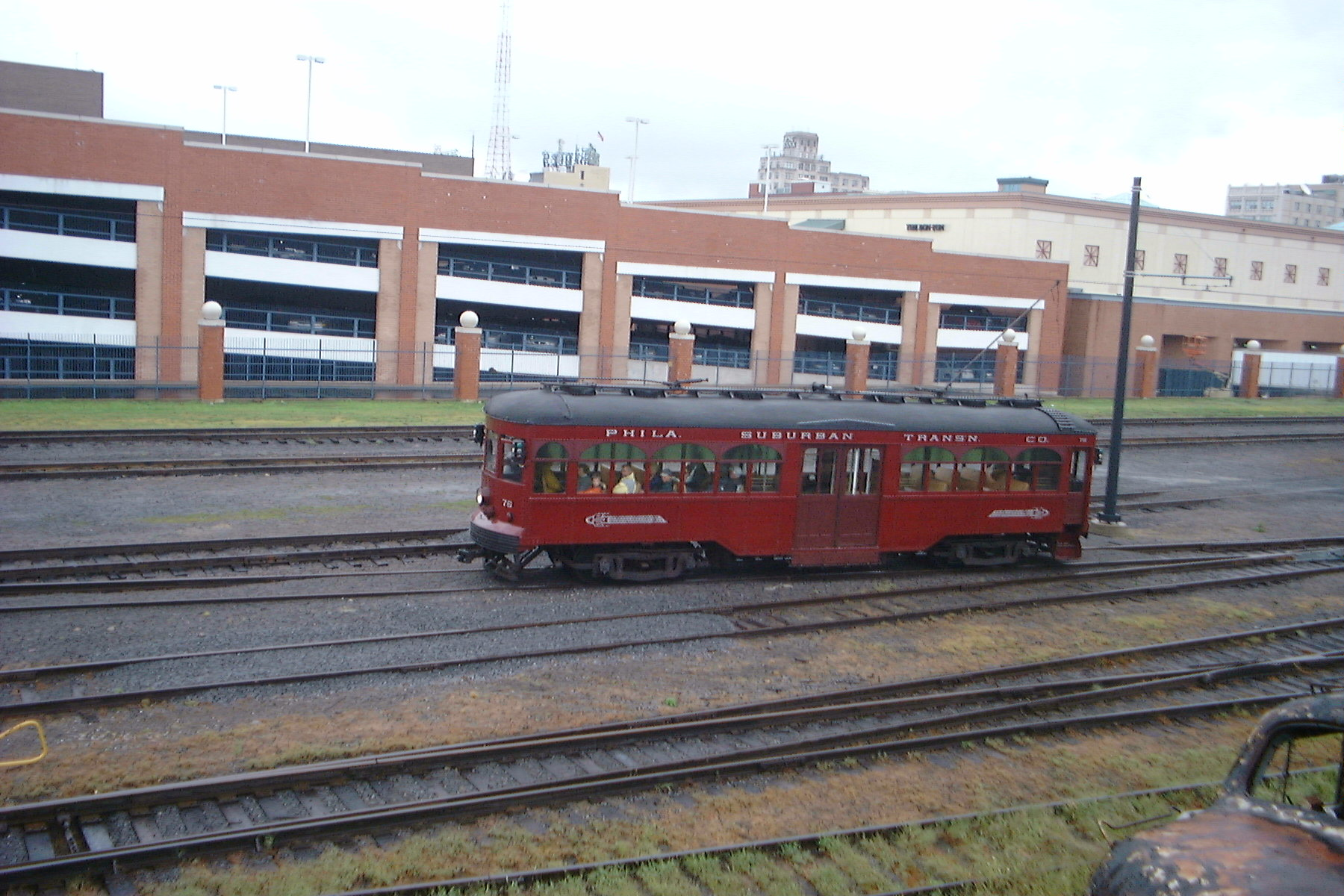
Spårvagn nr 76, tillverkad 1926 av J.G. Brill Company för Philadelphia and West Chester Traction Co., utanför museet
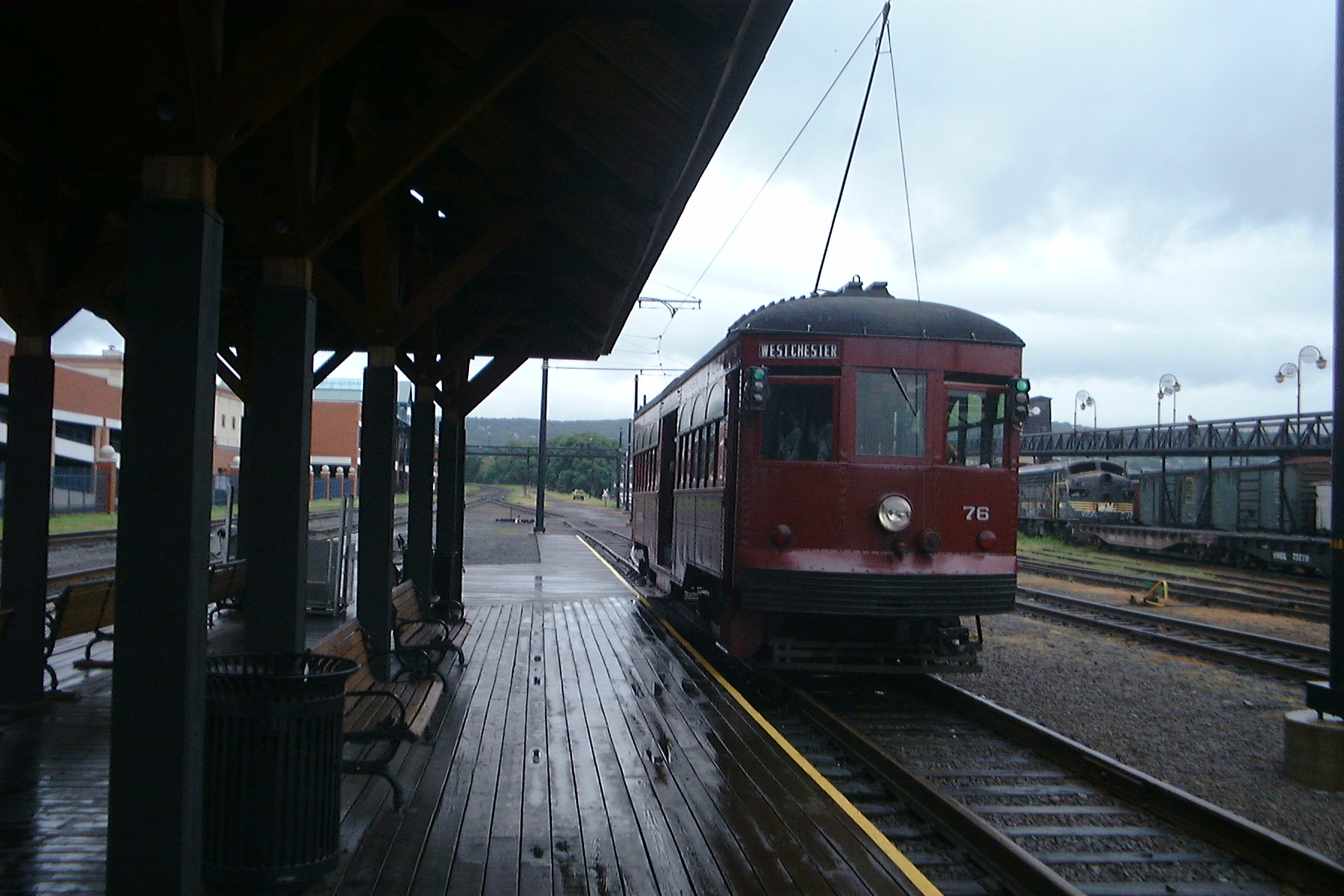
Spårvagn nr 76 på museistationen
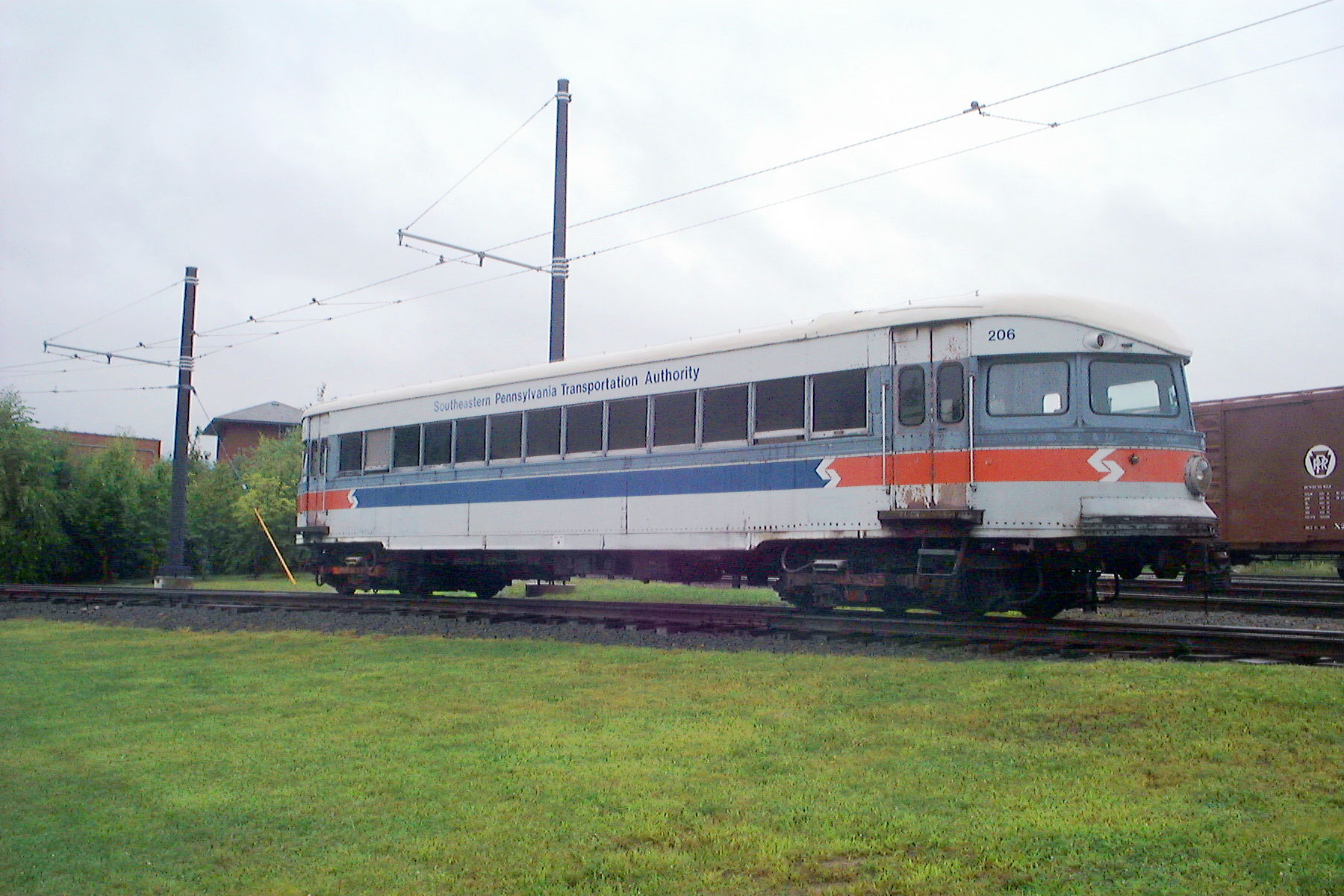
Southeastern Pennsylvania Transportation Authority "Bullet" nr 206, tillverkad 1931 av J.G. Brill Company för Philadelphia & Western
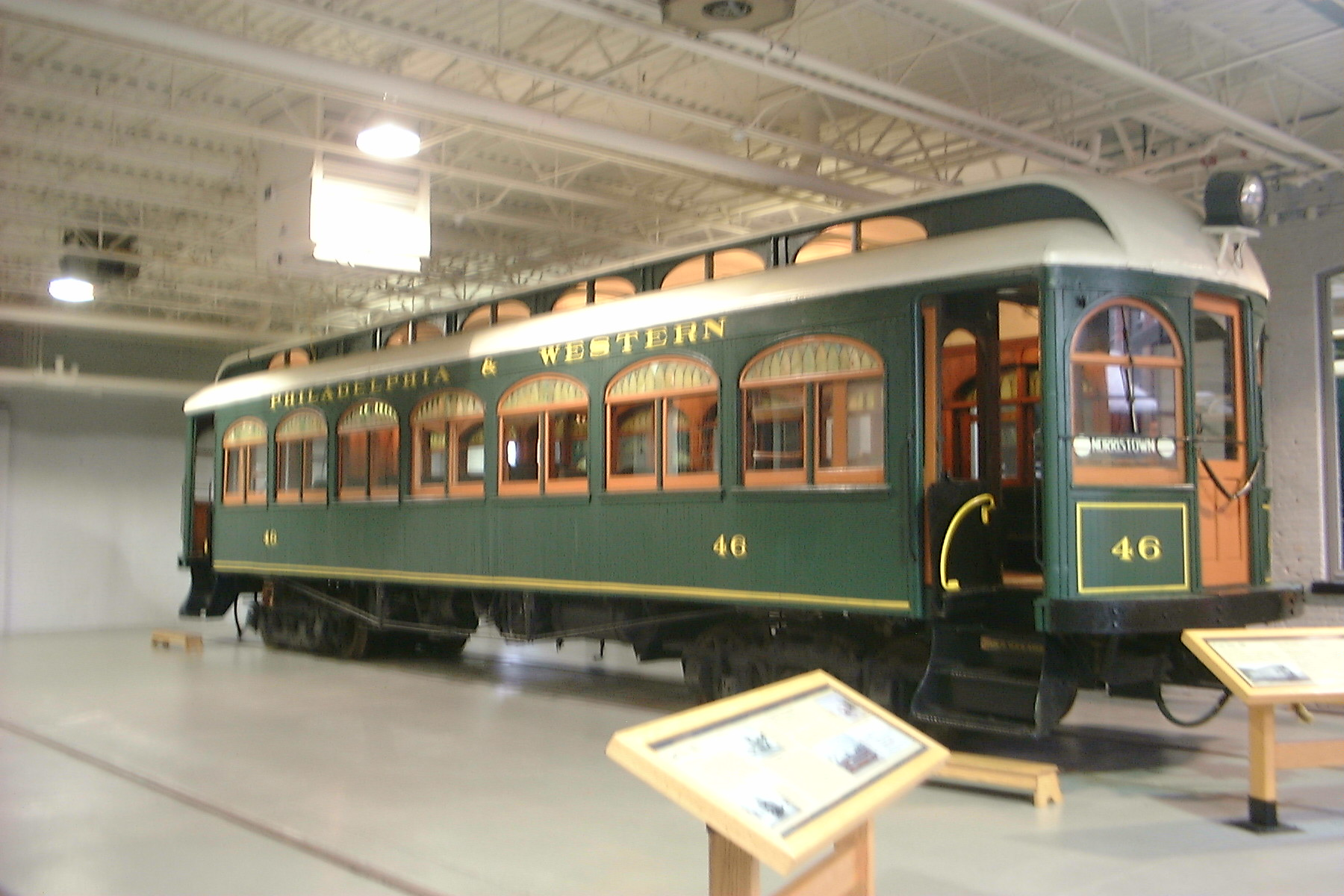
Philadelphia & Western spårvagn nr 46, tillverkad 1907 av St. Louis Car Company